# Radimna
Radimna (serb. Радимна) – wieś w Rumunii, w okręgu Caraș-Severin, w gminie Pojejena. W 2011 roku liczyła 501 mieszkańców. 